# Strutyn Niżny
Strutyn Niżny (ukr. Нижній Струтин) – wieś na Ukrainie w rejonie rożniatowskim obwodu iwanofrankiwskiego.